# Área metropolitana de Silesia

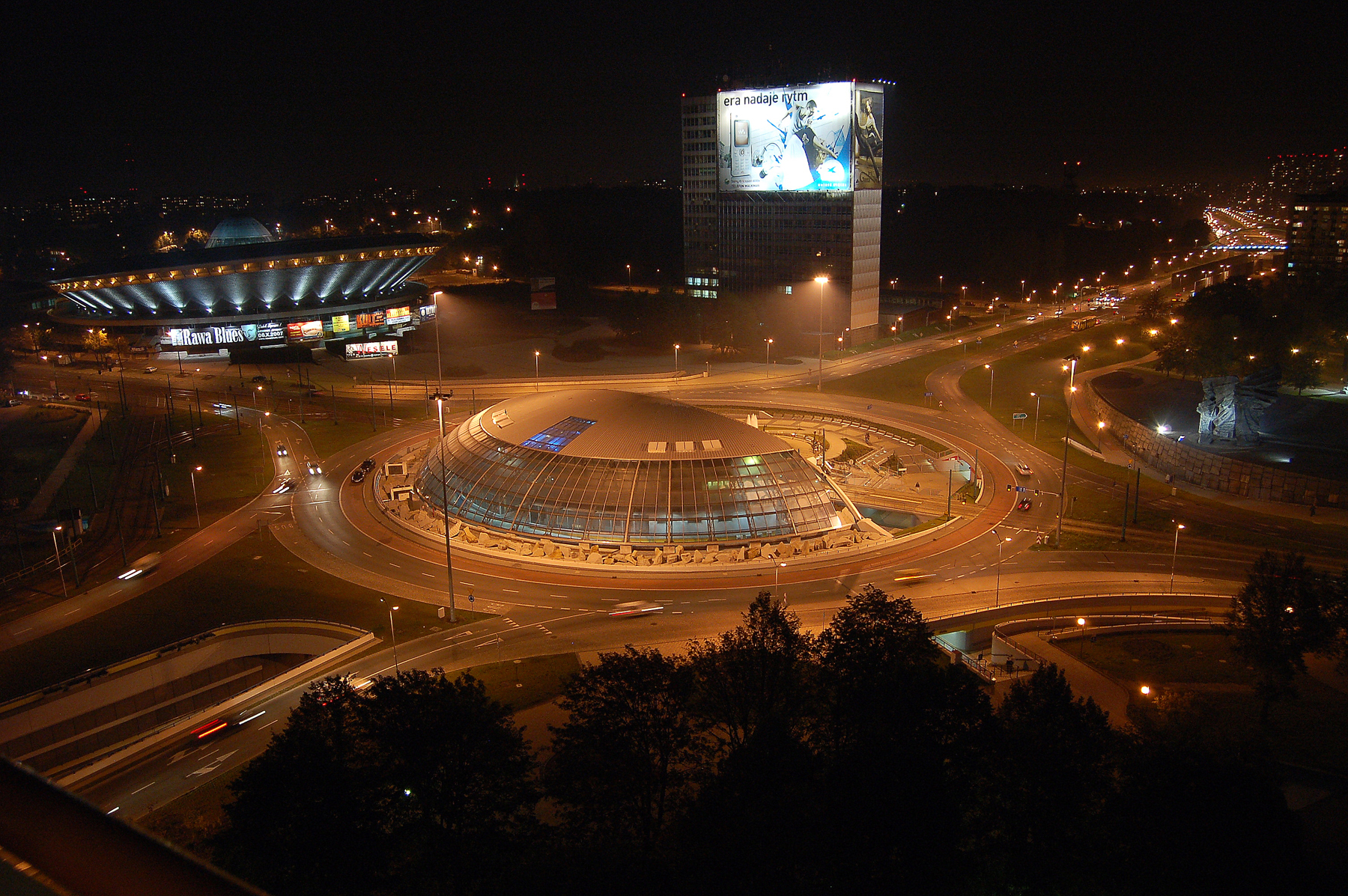
Katowice, Silesia de las área industriales más importantes en Polonia.

La región metropolitana de Silesia es la región metropolitana en el sur de Polonia y el noreste de República Checa, se centró en las ciudades de Katowice y Ostrava. El área metropolitana de Silesia tiende a juntarse con Cracovia por su proximidad e importancia, y forman una  población conjunta de aproximadamente 7 millones de habitantes.

## Ubicación
Situado en las tres unidades administrativas (NUTS-2 de clase): voivodato de Silesia, pequeña parte de Pequeña Polonia y la Región de Silesia-Moravia. La zona se encuentra dentro de la cuenca de carbón de Silesia Superior (pl: Górnośląskie Zagłębie Węglowe). 

## Estadísticas

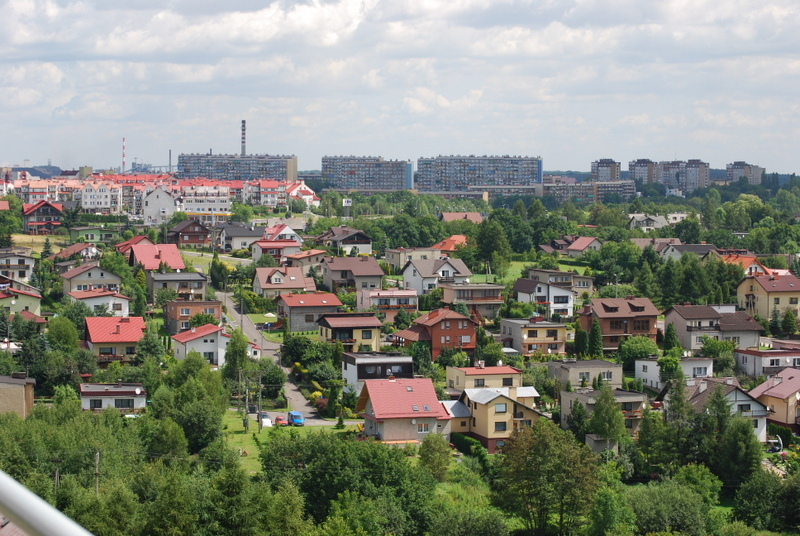
Wodzisław Śląski, Polonia cerca de la frontera con República Checa.

El área de Silesia-MenorPolonia-Moravia tiene una población de 5.294.000, 4.311.000 (81.43%) en Polonia y con 983.000 (18.57%) en Chequia. De acuerdo a la Polish Scientific Publishers (PWN) el área es de 5,400 km², con 4,500 km² (83.33%) en Polonia y 900 km² (16.67%) en Chequia.
La región se compone de varias Áreas Urbanas Funcionales (FUA), cada una de los cuales se define como un núcleo de Área Urbana Morfológico (MUA) basado en la densidad de población, más el trabajo en torno a la mancomunidad, es decir, un área metropolitana. Esta región contiene los siguientes FUAs:
- Katowice FUA (Área urbana de Katowice): sobre 3.029.000 (ver también Área urbana de Katowice)
- Bielsko-Biała (y Cieszyn) FUA: sobre 647.000 (584.000 y 63.000)
- Rybnik (Wodzisław Śląski, Jastrzębie Zdrój y  Racibórz) FUA: sobre 634.000 (526.000 y 109.000)
- Ostrava FUA: sobre 983.000

## Transporte

### Autopistas
- Autostrada A1 (Polonia)
- Autostrada A4 (Polonia)
- Dálnice D1 (República Checa)

### Aeropuerto
- Aeropuerto Internacional de Katowice